# Jardin des Prébendes d'Oé
 (mars 2023).
 (avril 2021).
La mise en forme du texte ne suit pas les recommandations de Wikipédia : il faut le « wikifier ».
Les points d'amélioration suivants sont les cas les plus fréquents. Le détail des points à revoir est peut-être précisé sur la page de discussion.
- Les titres sont pré-formatés par le logiciel. Ils ne sont ni en capitales, ni en gras.
- Le texte ne doit pas être écrit en capitales (les noms de famille non plus), ni en gras, ni en italique, ni en « petit »…
- Le gras n'est utilisé que pour surligner le titre de l'article dans l'introduction, une seule fois.
- L'italique est rarement utilisé : mots en langue étrangère, titres d'œuvres, noms de bateaux, etc.
- Les citations ne sont pas en italique mais en corps de texte normal. Elles sont entourées par des guillemets français : « et ».
- Les listes à puces sont à éviter, des paragraphes rédigés étant largement préférés. Les tableaux sont à réserver à la présentation de données structurées (résultats, etc.).
- Les appels de note de bas de page (petits chiffres en exposant, introduits par l'outil «  Source ») sont à placer entre la fin de phrase et le point final[comme ça].
- Les liens internes (vers d'autres articles de Wikipédia) sont à choisir avec parcimonie. Créez des liens vers des articles approfondissant le sujet. Les termes génériques sans rapport avec le sujet sont à éviter, ainsi que les répétitions de liens vers un même terme.
- Les liens externes sont à placer uniquement dans une section « Liens externes », à la fin de l'article. Ces liens sont à choisir avec parcimonie suivant les règles définies. Si un lien sert de source à l'article, son insertion dans le texte est à faire par les notes de bas de page.
- La présentation des références doit suivre les conventions bibliographiques. Il est recommandé d'utiliser les modèles {{Ouvrage}}, {{Chapitre}}, {{Article}}, {{Lien web}} et/ou {{Bibliographie}}. Le mode d'édition visuel peut mettre en forme automatiquement les références.
- Insérer une infobox (cadre d'informations à droite) n'est pas obligatoire pour parachever la mise en page.

Pour une aide détaillée, merci de consulter Aide:Wikification.
Si vous pensez que ces points ont été résolus, vous pouvez retirer ce bandeau et améliorer la mise en forme d'un autre article.
Le jardin des Prébendes d'Oé est un jardin public, situé au cœur de Tours, créé en 1872 par les frères Bühler. Placé entre la rue des Prébendes, la rue Roger Salengro, la rue Lakanal et la rue du Boisdenier, c'est un jardin à l'anglaise arboré et fleuri comptant deux kiosques à musique et des statues d'écrivains tourangeaux comme Pierre de Ronsard, celle de Jean-Baptiste Marie Meusnier de La Place, puis Honorat de Bueil de Racan.
Le jardin a été créé sur un site marécageux où se trouvaient des jardins potagers dont les revenus – les prébendes – étaient, sous l'Ancien régime, versés au prévôt d'Oé. Il était traversé par le ruisseau de l'Archevêque qui a été canalisé par la ville. À l'exemple des programmes de grands travaux entrepris sous le Second Empire à Paris, les villes de province se dotent progressivement de parcs paysagers à la manière anglaise. Les jardins publics sont un lieu de promenade privilégié pour les familles citadines, un espace récréatif pour les enfants, où les adultes se rencontrent à l'occasion de concerts donnés dans le kiosque par les musiques municipales ou militaires.
C'est dans cet esprit qu'un projet vieux de 10 ans est adopté à Tours après la guerre de 1870. La réalisation du jardin a été entreprise de 1872 à 1874 pour employer les nombreux ouvriers au chômage à la suite de la crise économique due à la guerre. La création du parc a été confiée à Eugène Bühler.
Conformément à la manière des Bühler, le parc se compose de grandes allées sinueuses dont l'une parcourt toujours le tour du jardin.
Les arbres sont regroupés par essences, cèdres, platanes, séquoias géants et tilleuls qui forment des semblants de bois contrastant avec de vastes pelouses. Des cyprès chauves agrémentent l'île centrale (la présence d'un cours d'eau est traditionnelle dans les créations des Bühler).
Il est labellisé « Jardin remarquable ».

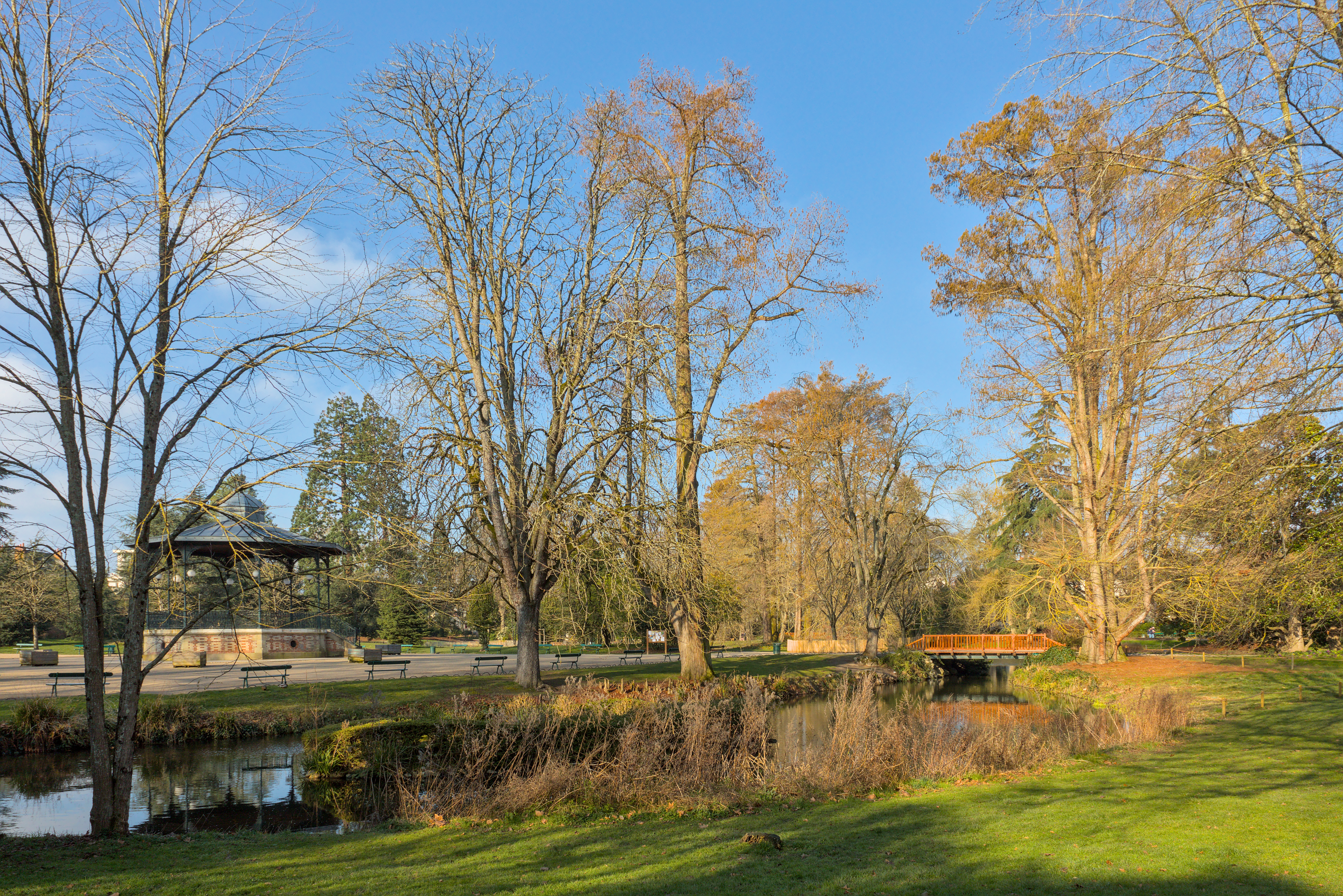
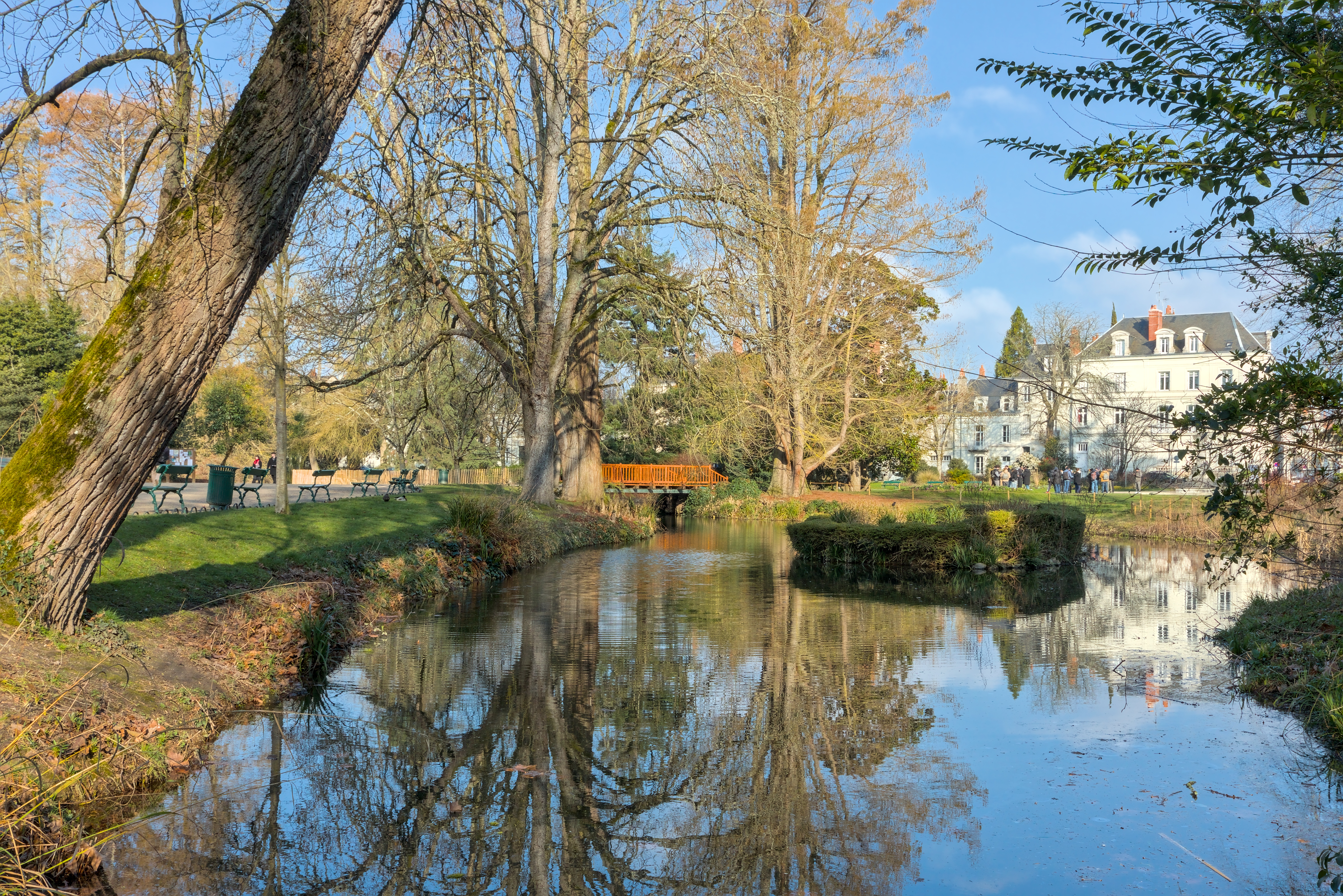
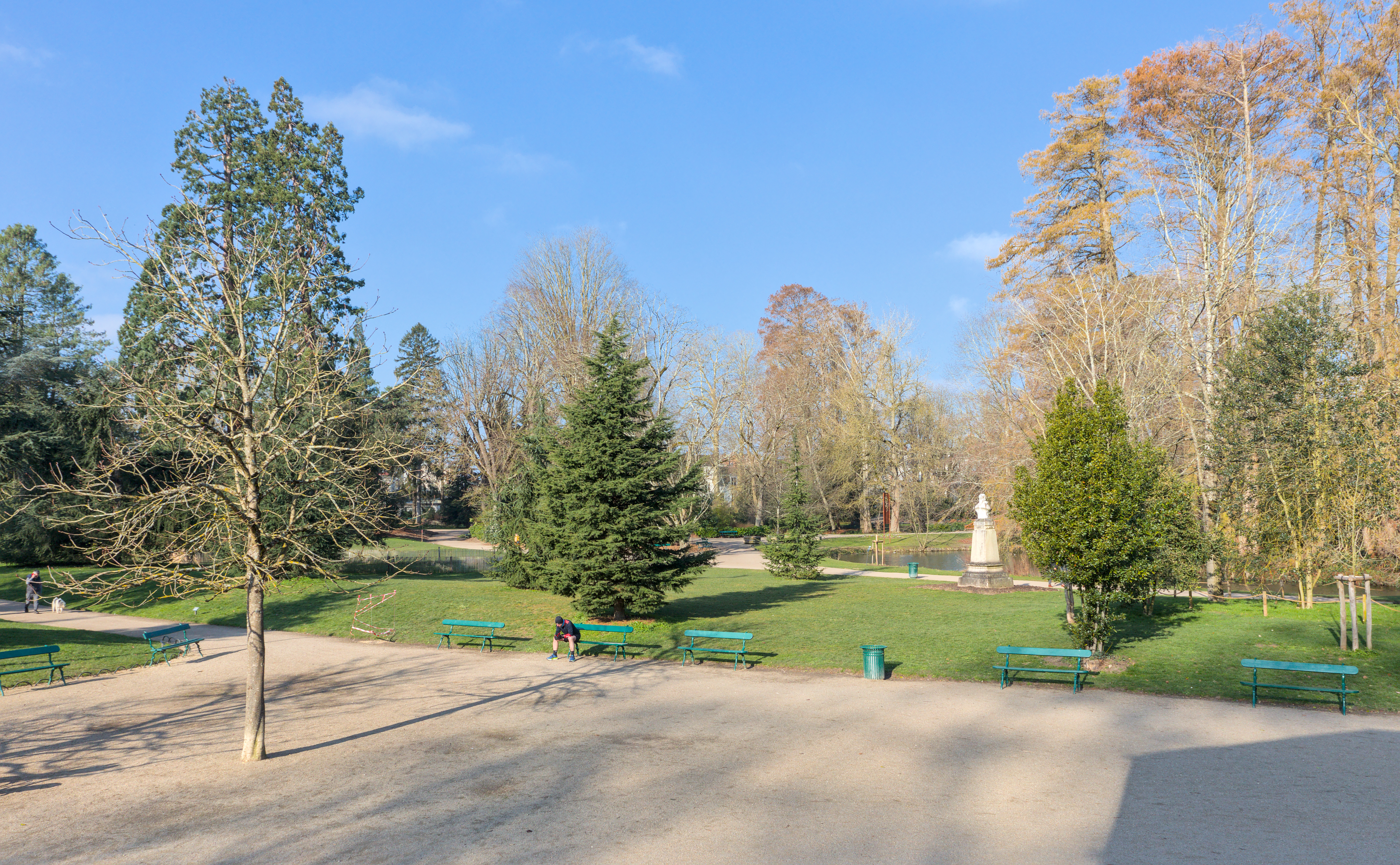
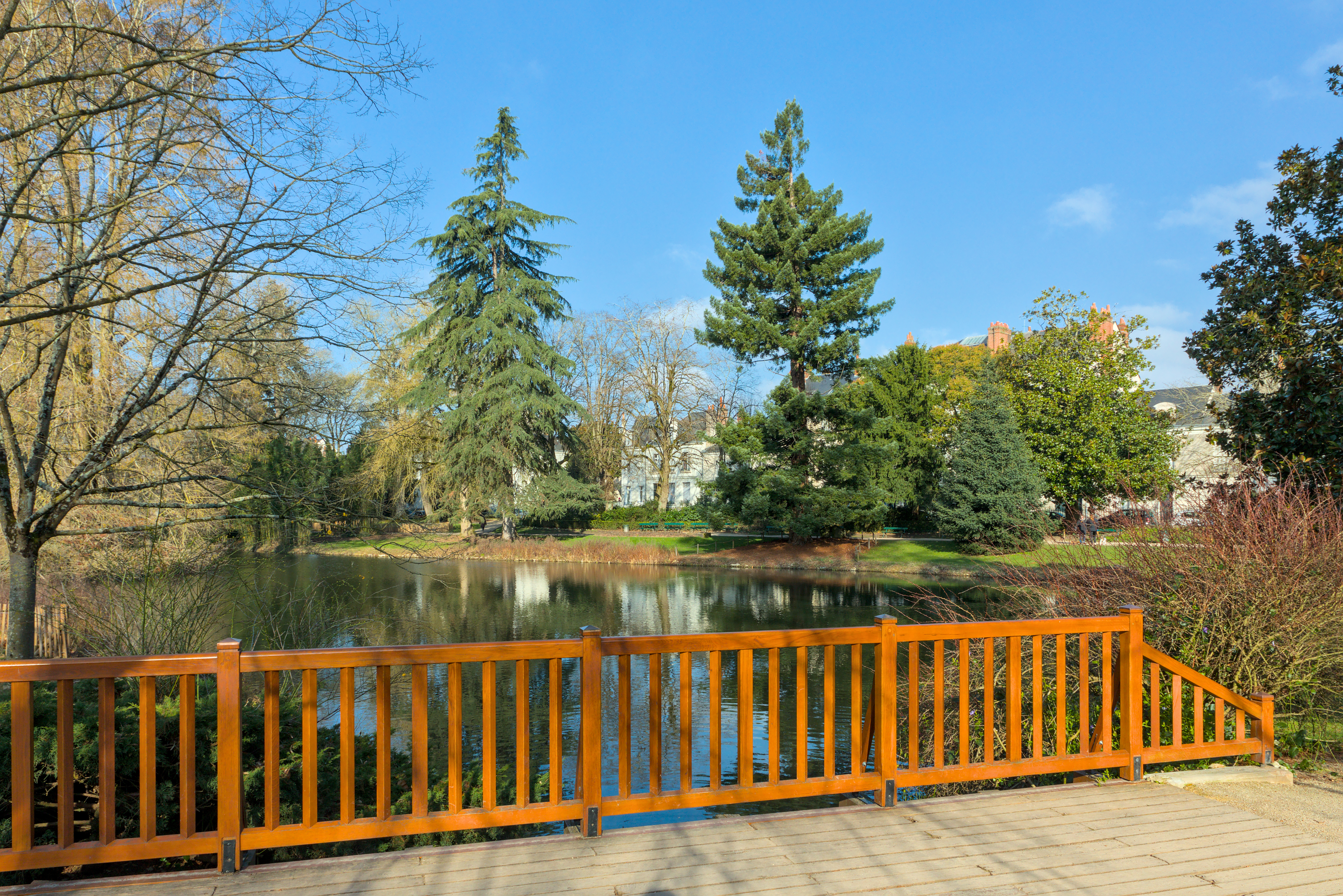
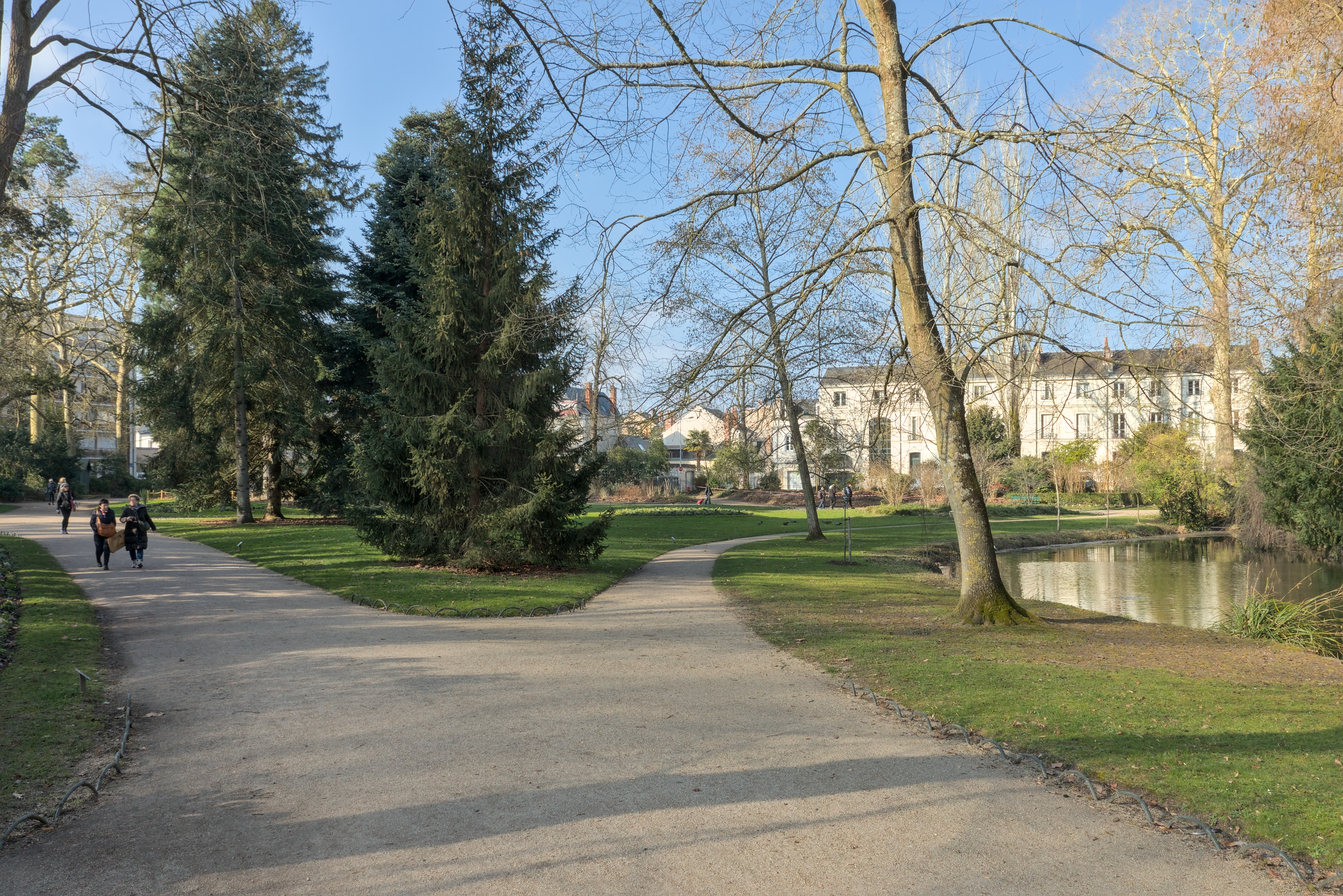
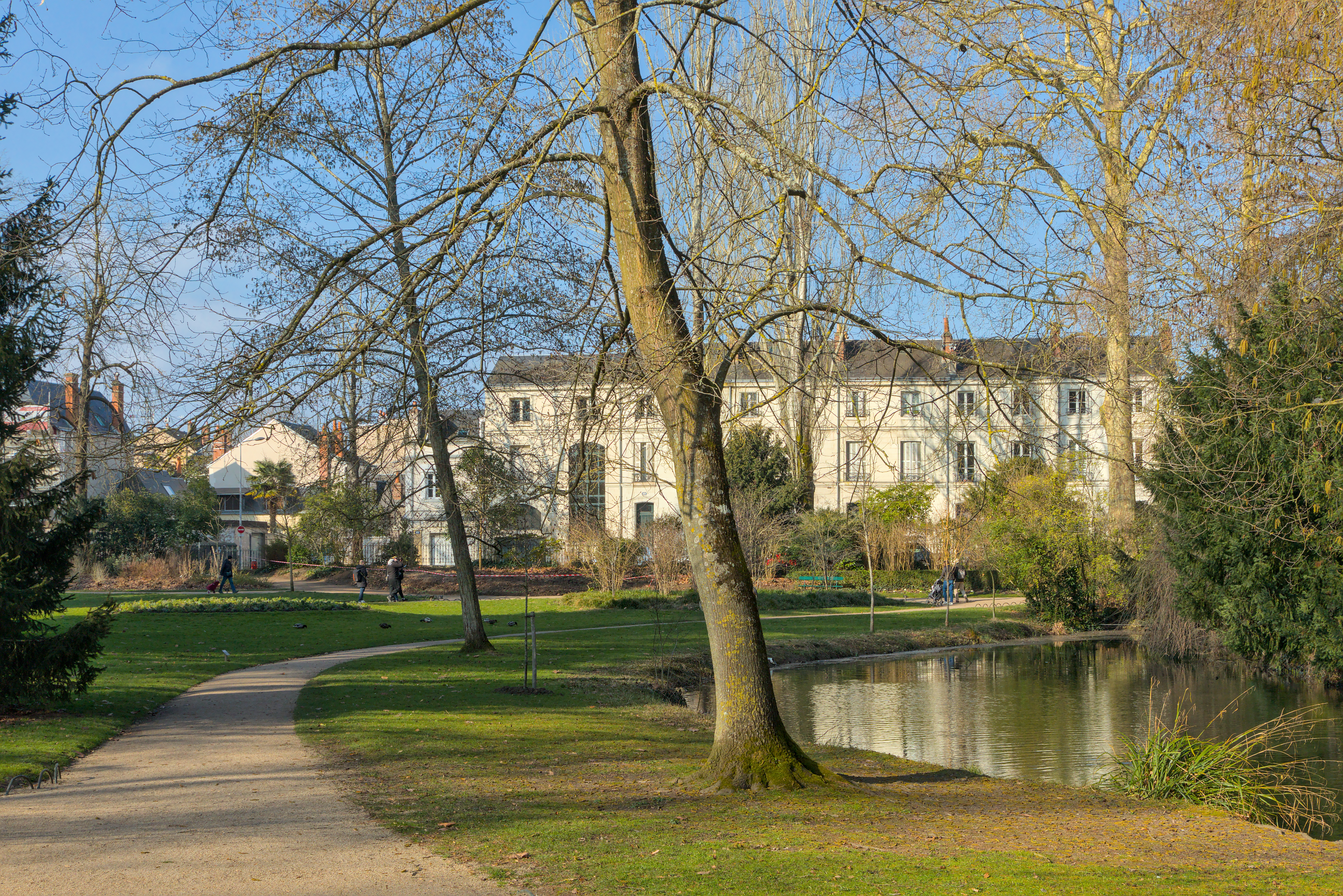
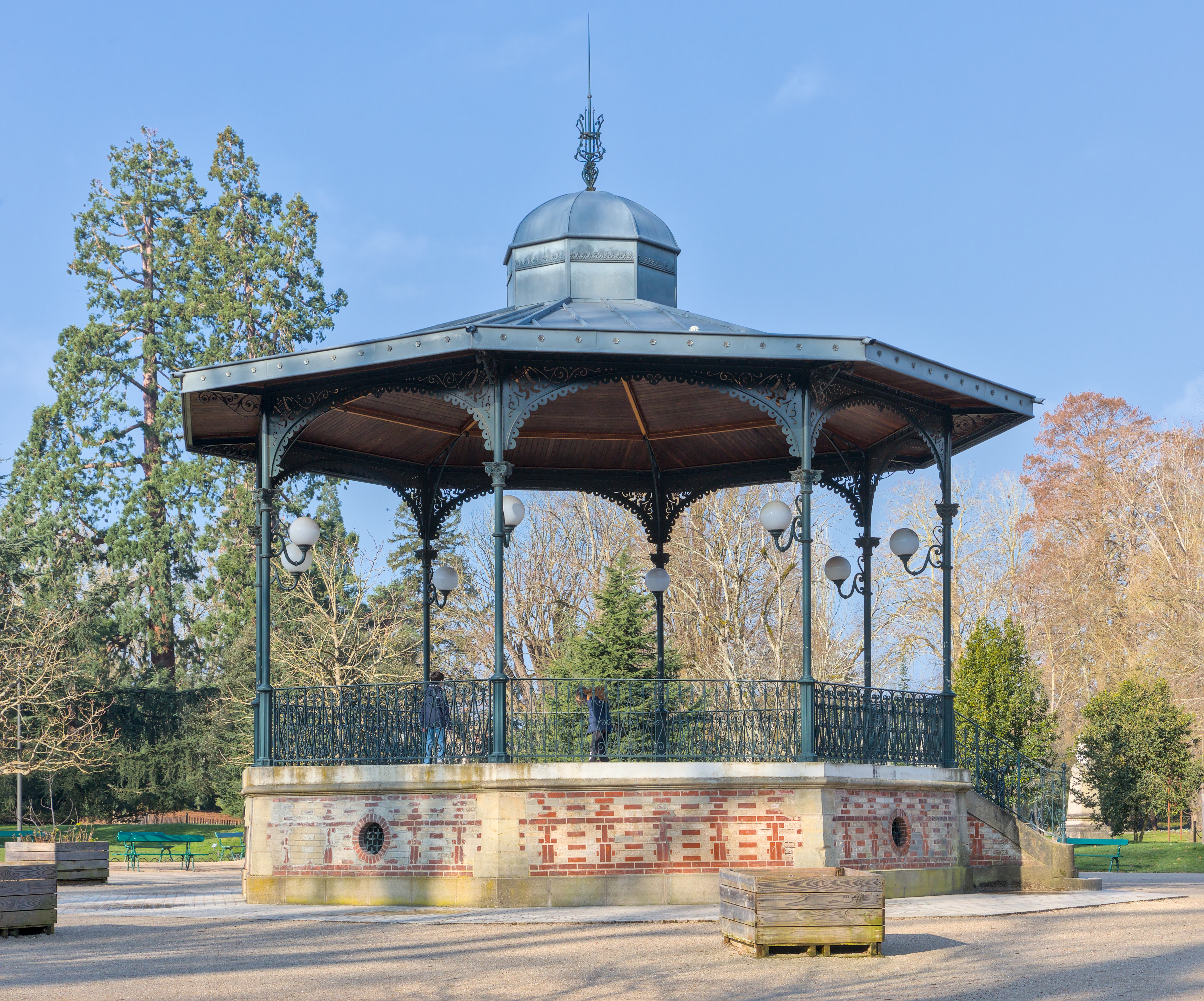
Un kiosque à musique.
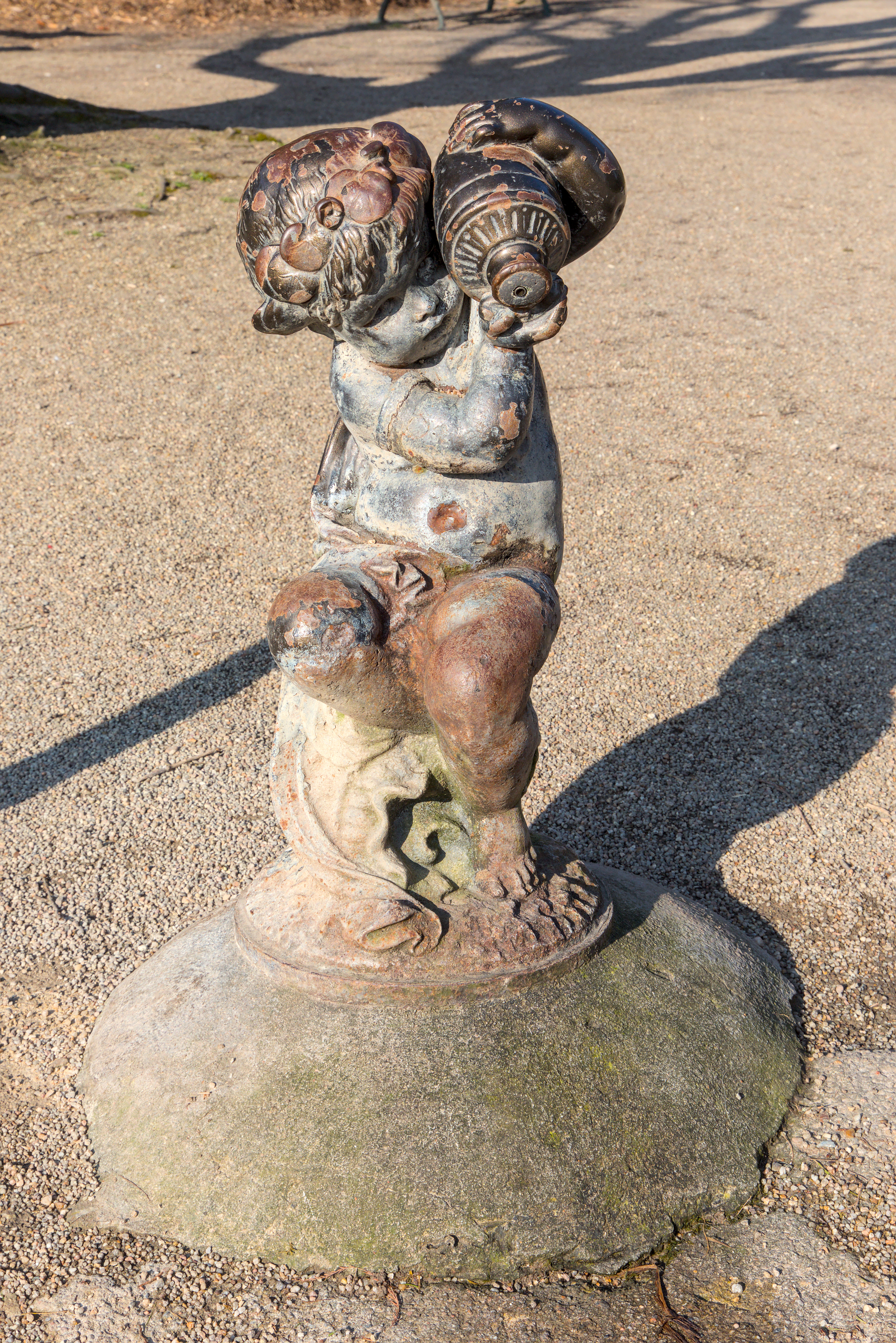
Une fontaine.
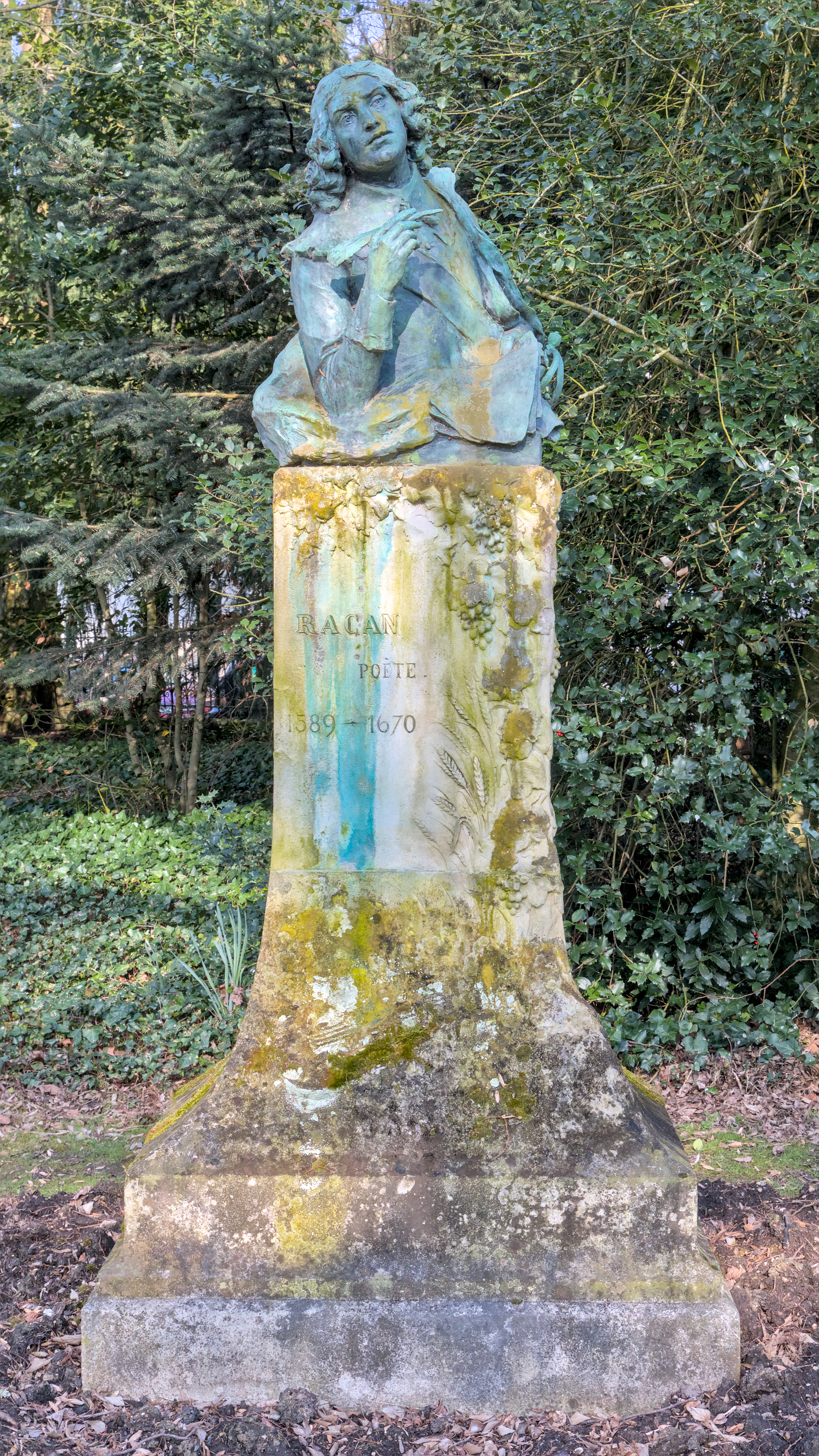
Statue de Racan.

## Dans la culture populaire
Le jardin des Prébendes a inspiré les écrivains et les artistes, si bien qu'il apparaît dans plusieurs œuvres de fiction :
- Léopold Sédar Senghor, alors professeur de français et de latin au lycée Descartes de Tours, lui a consacré un poème : Jardin des Prébendes.
- L'écrivain allemand Paul Celan, alors réfugié antifasciste en France, lui a également consacré un poème vers la même époque, Im Park, et accompagné de la mention "Tours, Jardin des Prébendes, 6.6.1939". Il a été traduit en français.
- Le cinéaste Pierre Etaix en a fait l'un des décors de son film Le Grand Amour sorti en 1969.

## Dans la culture d'aménagement duXXesiècle
L'aménagement d'espaces verts et de parcs et jardins urbains s'inscrit dans un projet intégré dans le cadre de SCOTS (Schéma de cohérence territoriale) et PLU (plan local d'urbanisme), pour avoir de plus en plus de villes vertes. L'espace vert se distingue par l'approche du personnel, l'organisation spatiale et le mode de fonctionnement.
Cette approche diffère selon la taille et la tête du projet, de grands jardins étant aménagés en fonction de la ville. Un développement prestigieux prend du temps, comme ce fut le cas avec le parc Honoré de Balzac, le Lac de la Bergeonnerie à la deuxième moitié du XXe siècle, et des investissements importants dans la ville.

## Deux autres parcs prisés par les Tourangeaux

### Lac de la Bergeonnerie

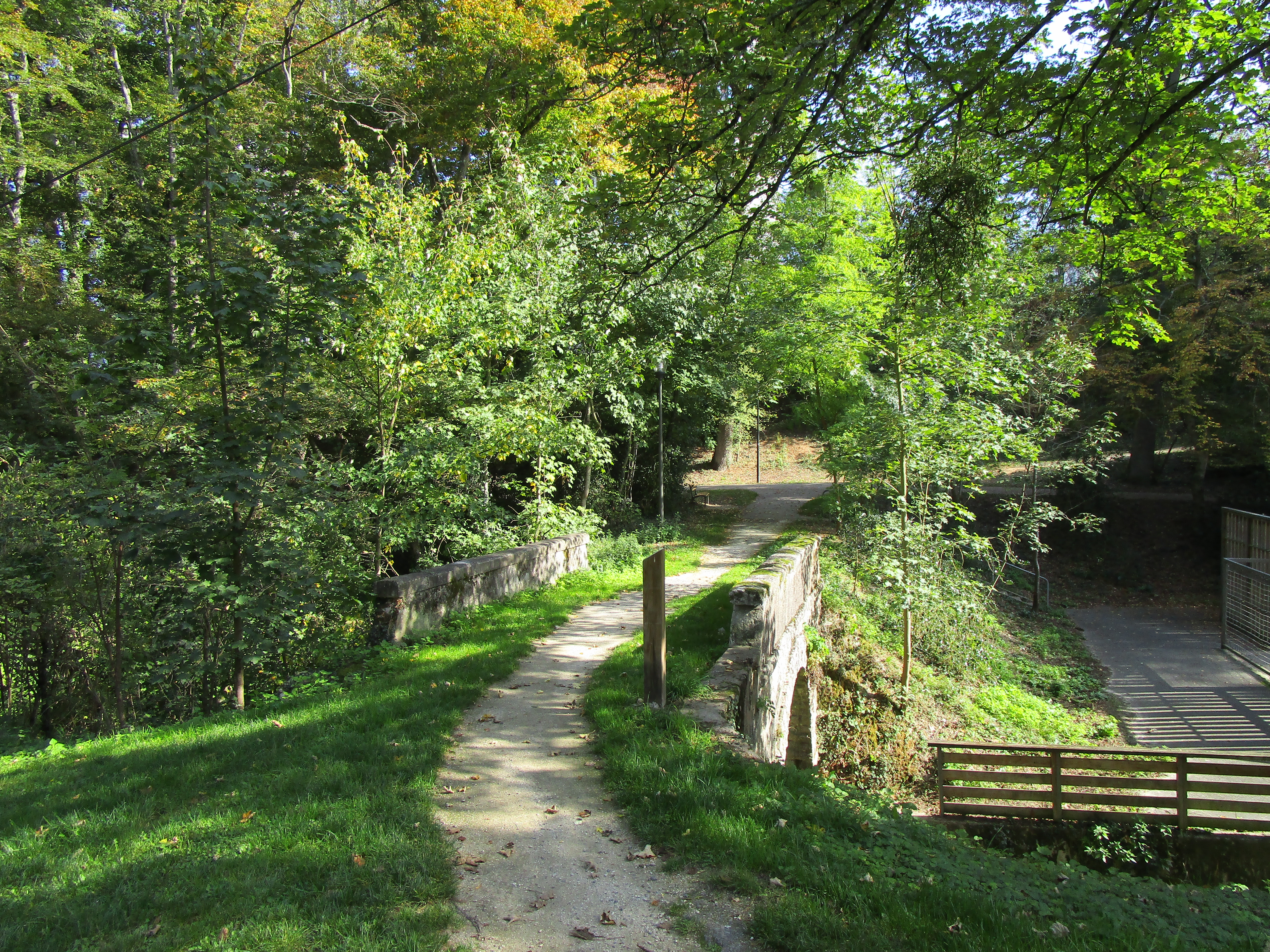
promenade à la Bergeonnerie

La Ville de Tours s'est engagée depuis 1950, dans une politique de développement visant à donner un aspect plus généreux à la ville, entre la trame verte et bleue. Parmi les projets phares  d’aménagement des espaces verts dans la ville de Tours, la construction du  lac de la Bergeonnerie. À l'origine le quartier des Fontaines était une plaine marécageuse en bordure du Cher, lieu inondable et a priori non constructible. Le 15 septembre 1968, en présence d'un ministre et du député-maire Jean Royer, est lancé le chantier visant à détourner le Cher de son lit d'origine pour rendre cette plaine constructible. Avec la politique de Jean Royer d’extension de la ville en raison de la grande densité de logements, avec une volonté d’ouvrir et d’aérer la ville. D'où cette réflexion d’offrir au public le tour des lacs et les berges des fleuves pour que les Tourangeaux puissent librement flâner et se détendre. Le résultat est la création du lac de la Bergeonnerie (près de l'actuel quartier des Deux-Lions), du lac de Saint-Avertin, de l'île Saint Sauveur et du parc Honoré de Balzac (îles artificielles au milieu du Cher nouvellement canalisé). Le dimanche 15 septembre 1968 est solennellement ouvert le chantier d’aménagement de la vallée du Cher, en présence du ministre de l’Équipement, Albin Chalandon. Ce jour-là le Cher est détourné de son cours sur une section. Une nouvelle section est mise en eau au printemps 1969.
Le lac de la Bergeonnerie se situe au sud du Cher, à l’est du quartier des Deux Lions, à proximité immédiate de la rive gauche du Cher, et bordé au sud par le Petit Cher. Il s’étale sur une superficie de 18 ha. Il est accessible par le cercle de voile de Touraine ou le centre aquatique. 
Il se compose de deux aires de jeux et de tables de pique-nique. Une aire sportive est installée au creux du vallon, et la pratique de la voile est autorisée sur le lac. De nombreux oiseaux y ont trouvé refuge et nichent dans les grands arbres : chênes, charmes, érables, robiniers, faux acacias ou encore merisiers. Le site est entretenu pour laisser se développer la flore naturelle des sous-bois, comme le fragon, petit houx aux baies rouges.

### Parc Honoré de Balzac

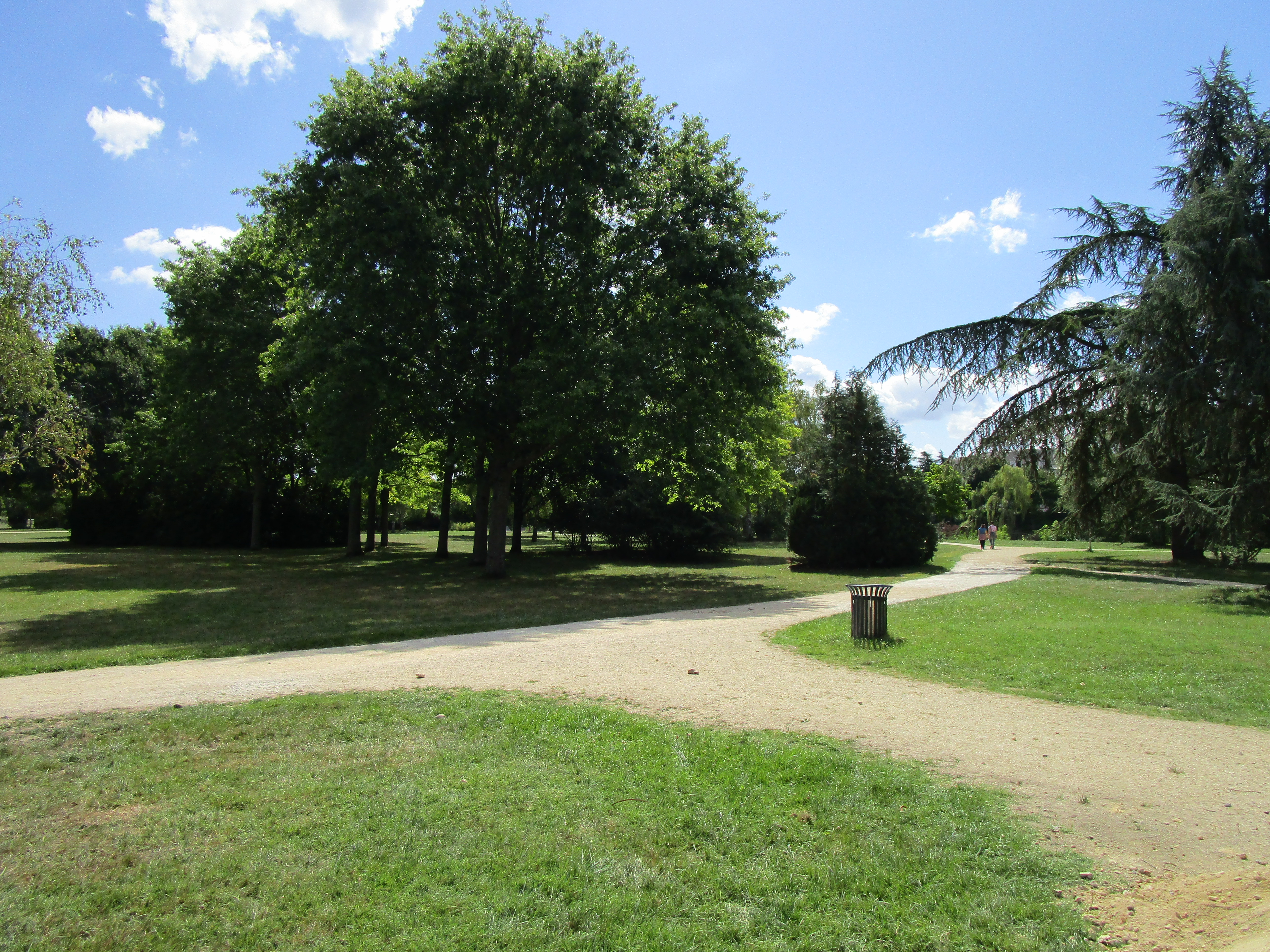
Une vue du parc Honoré de Balzac.

Au début de la première moitié du XXe siècle commence une réflexion sur les espaces verts dans l’espace urbain. Elle se manifeste largement dans la seconde moitié du siècle. Le parc Honoré de Balzac actuel était un espace vide, non entretenu et inutilisable. Le XXe siècle a bouleversé la situation en allant vers un développement durable, avec un certain degré de verdure en milieu urbain, pour répondre aux besoins de la ville de demain. Cette attitude est devenue une marque sociale, dans laquelle les nouveaux rapports des habitants avec la nature donnent naissance à une nouvelle culture de la ville naturelle. Les espaces verdoyants jouent un rôle crucial dans le développement de la population. Ils devront être plus facilement accessibles au public, tel le parc Honoré de Balzac.
Le parc Honoré de Balzac est un parc public, situé sur le Cher à Tours, entre le quartier des Fontaines et celui des Rives du Cher créé en 1970 par la volonté du maire Jean Royer. Il offre une belle diversité d'arbres et d'arbustes, avec des aires de jeux, des pyramides de cordes, des équipements sportifs et des tables de pique-nique sur l’ensemble du parc. Espace de détente et de loisirs, il est doté d’un parc animalier qui regroupe des lamas domestiques, des moutons noirs et des chèvres. 
La réalisation de ce parc a été entreprise de 1970 à 1975. La ville de Tours était trop dense en termes de logement, et le seul remède fut d'opérer un étalement urbain vers le sud dans le but d'ouvrir et d’aérer la ville. À la suite d'une analyse, des responsables, dont le préfet et le maire de Tours, ont souhaité donner une certaine durabilité et un éclat à la ville. Deux îles ont été créées : l’île de la Prairie (24 ha) destinée au parc Honoré de Balzac, et l’île Saint-Sauveur pour conserver les installations ferroviaires existantes.
Le parc Honoré de Balzac a incité les différents acteurs publics ou privés, et notamment les habitants, à transformer en parc cette île impraticable. Lors de la journée verte, 3000 volontaires tourangeaux ont planté 3000 arbres et ont  donné naissance à ce parc. Le 21 novembre 1970 cette île fut nommée parc Honoré de Balzac. Cinq ans plus tard, le 25 mai 1975, la promenade inaugurale eut lieu dans le parc.